# Bernie Taupin
Bernard John "Bernie" Taupin (Sleaford, Lincolnshire, Inglaterra, 22 de mayo de 1950) es un letrista, poeta y cantante británico conocido por su amplia colaboración con el cantante Elton John, a quien ha escrito gran parte de sus canciones, logrando, así, que algunas de sus letras sean reconocidas en la historia del rock pop, entre ellas cuatro incluidas entre la lista de las 500 mejores canciones de la historia realizada por la revista Rolling Stone en 2021: «Tiny Dancer» (47), «Rocket Man» (149), «Your Song» (202) y «Bennie and the Jets» (371).
En 1967 respondió a un anuncio del semanario musical New Musical Express (NME), el cual solicitaba nuevos escritores de canciones. Casi al mismo tiempo Elton John había presentado muestras de su trabajo al semanario, así fue como la pareja se reunió colaborando en muchos proyectos desde entonces.

## Infancia y juventud
Gran parte de la infancia de Taupin se refleja en sus letras y poesías. Nació en la granja Flatters, ubicada entre el pueblo de Anwick y la ciudad de Sleaford, en la región sur del condado de Lincolnshire en Inglaterra.  De ascendencia francesa, su padre estudió en Dijon y trabajó para una finca agrícola cerca del pueblo de Market Rasen; su madre, que había vivido en Suiza, trabajaba como niñera. Posteriormente su familia se trasladó a Rowston Manor, siendo así un avance importante, pues la granja Flatters no contaba con electricidad.
Su padre decidió probar suerte como agricultor independiente y se mudó con su familia al pueblo de Owmby by Spital, ubicado al norte del condado de Lincolnshire. Fue aquí donde nació Kit, hermano, once años menor, de Bernie Taupin.
Bernie estudió en la secundaria moderna de Market Rasen. A diferencia de Tony, su hermano mayor, Bernie no fue un estudiante esmerado, aunque comenzó a mostrar sus habilidades para escribir. Al cumplir quince años, abandonó la escuela y comenzó a trabajar en la imprenta del periódico local The Standard Lincolnshire aspirando a convertirse en periodista. Muy pronto dejó de convivir con los jóvenes amigos de su edad. Viajando mediante autostop  frecuentó las discotecas de las poblaciones cercanas, particularmente jugaba billar y bebía en el bar Aston Arms de Market Rasen. Después de haber trabajado a tiempo parcial en diversos empleos sin porvenir alguno, finalmente respondió al anuncio del semanario NME que lo llevaría a colaborar con Elton John.

## Primeras influencias
Su madre estudió literatura francesa y su abuelo materno, "Poppy", era profesor de letras clásicas en la Universidad de Cambridge en donde se había graduado. Ambos le enseñaron a apreciar la literatura y poesía narrativa, lo cual influyó en la letra de sus primeras canciones.  La educación de Bernie también influyó a algunas de sus obras, tales como "Lady, What's Tomorrow?", "Your Song", y "Country Comfort".  Esta mezcla única de influencias dio un toque de romanticismo nostálgico a sus composiciones, lo cual encajaba perfectamente con la sensibilidad hippie de finales de la década de 1960 y principios de la de 1970.
En algunas ocasiones, Taupin ha escrito sobre sitios específicos del condado de Lincolnshire. Por ejemplo "Grimsby", en Caribou, fue un tributo irónico a la ciudad portuaria, la cual era visitada a menudo por Taupin y sus amigos.  La famosa letra de "Saturday Night Alright for Fighting" fue inspirada sobre la base de las experiencias que tuvo en las discotecas y bares que frecuentaba en su juventud.  A menudo ha referido algunos términos autobiográficos, como pedir aventones de regreso a casa en la letra de "Country Comfort". Estas referencias autobiográficas a su educación rural continuaron incluso después de su traslado a Londres y de su vida en el mundo del espectáculo, en canciones como "Honky Cat" y "Goobye Yellow Brick Road", en la que menciona "volver a su arado" ("going back to my plough").
Su interés por el viejo oeste de los Estados Unidos influyó el disco Tumbleweed Connection y canciones más recientes como "This Train Don't Stop There Anymore". En 1975, Taupin y Elton John decidieron escribir un álbum autobiográfico,  el primero se autodefinió como "The Brown Dirt Cowboy", en contraste con el segundo quien lo hizo como "Captain Fantastic".

## Colaboración con Elton John

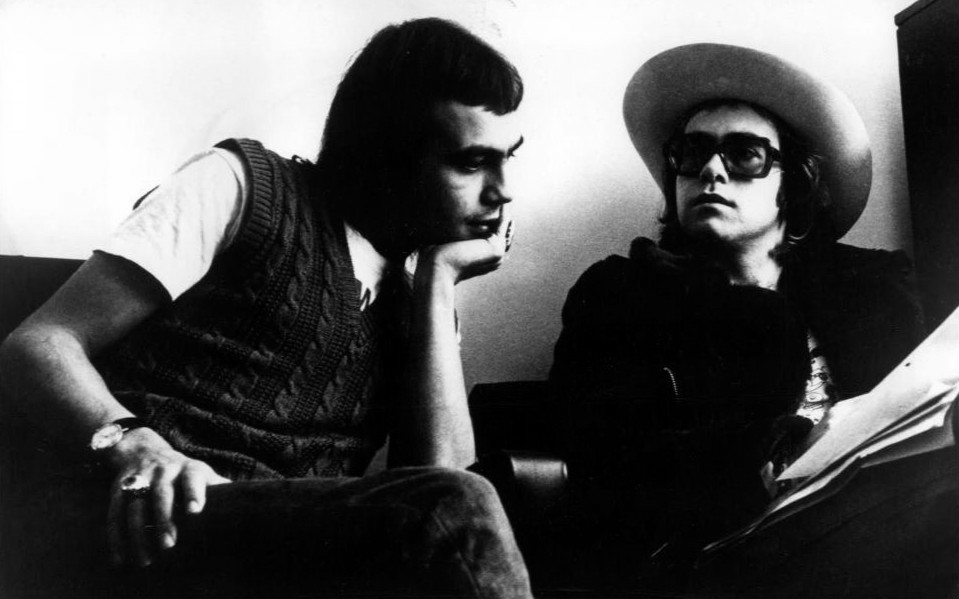
Taupin con Elton John en 1971.

En 1967 Taupin respondió a un anuncio publicado en el semanario New Musical Express, el cual había sido colocado para buscar nuevos talentos por el productor Ray Williams de la división A&R de la compañía disquera Liberty Records. De igual forma, Elton John respondió al mismo anuncio, y a pesar de que ninguno de los dos aprobó las audiciones de disquera, Ray Williams reconoció el talento de ambos poniéndolos en contacto. Desde entonces, la pareja ha colaborado de forma conjunta para más de treinta álbumes. Entre 1977 y 1979, ambos tomaron un receso de su labor en conjunto: Taupin colaboró con otros cantautores, entre ellos Alice Cooper, mientras que Elton John trabajó con otros letristas, entre ellos Gary Osborne y Tom Robinson (en 1978, el lado A del sencillo Ego fue la única nueva colaboración de la pareja durante este período, aunque en los lados B de los sencillos Song for Guy y Part-time Love —del álbum A Single Man— se incluyeron las canciones "Lovesick" y "I Cry at Night" respectivamente).
En 1980, la pareja comenzó a colaborar ocasionalmente otra vez. Taupin contribuyó con la letra de tres o cuatro canciones de los álbumes The Fox y 21 at 33 and Jump.  No fue hasta 1983, con el lanzamiento del álbum Too Low for Zero, cuando nuevamente trabajaron a tiempo completo. A partir de entonces Taupin ha sido el letrista principal de Elton John; aunque este último a menudo trabaja con otros letristas para proyectos específicos de teatro o cine, tal y como lo hizo en 1994 con la película El rey león, cuyas letras fueron escritas por Tim Rice.
Entre las letras de Taupin se encuentran los temas  "Rocket Man", "Levon", "Crocodile Rock", "Honky Cat", "Tiny Dancer", "Candle in the Wind", "Saturday Night's Alright for Fighting", "Bennie and the Jets", "Goodbye Yellow Brick Road", "Don't Let The Sun Go Down On Me", "The Bitch is Back", "Daniel", "Sorry Seems to Be the Hardest Word" y "Your Song", el cual fue su primer hit en la década de 1970. Algunos otros temas de la década de 1980 son "I'm Still Standing", "I Guess That's Why They Call It the Blues", "Sad Songs (Say So Much)", Sacrifice y "Nikita". En la década de 1990, Taupin y John obtuvieron más hits musicales, entre ellos "The One", "Simple Life", "The Last Song" y "Believe." En septiembre de 1997, Taupin escribió una nueva versión de "Candle in the Wind" como un tributo para la princesa Diana de Gales.
El documental Two Room, de 1991, muestra la manera de componer utilizada por Taupin y John: mientras el primero escribe las letras por su cuenta, el segundo les añade la música más tarde sin existir mayor interacción entre ambos. Sin embargo este proceso fue cambiando considerablemente a través de los años. Aunque el proceso sigue siendo fundamentalmente el mismo, con la composición musical de John a las letras de Taupin, ahora ambos interactúan más en la producción de las canciones. Taupin suele reunirse con John en su estudio musical cuando las letras de las canciones ya están escritas y, ocasionalmente, acude a las sesiones de grabación. 
En marzo de 2006, Taupin y John compusieron la obra Lestat: The Musical, su primer musical en Broadway. En 2006, Taupin escribió la letra de  diez canciones para el álbum The Captain and the Kid (secuela de Captain Fantastic and The Brown Dirt Cowboy), además apareció por primera vez en la portada del disco junto con John, marcando así su 40.º aniversario de trabajo conjunto.  La canción "Across the River Thames", la cual no se incluyó en la grabación del disco, se publicó a través de Internet como bono de descarga adicional de The Captain and the Kid. El 25 de marzo de 2007 se presentó sorpresivamente en el marco de la celebración del cumpleaños sesenta de Elton, en el Madison Square Garden, dando un breve discurso acerca de los cuarenta años de su asociación para componer canciones.  En la grabación del DVD Elton 60 - Live at Madison Square Garden, Elton John destacó la importancia que Taupin ha dado a su carrera musical, diciendo que sin él, probablemente no sería el artista que conoce el público. Ambos, junto con Leon Russell, compusieron varias canciones para el álbum The Union, el cual fue lanzado a la venta en octubre de 2010. De igual forma, la pareja colaboró con cinco canciones originales para la película Gnomeo and Juliet, la cual se estrenó en febrero de 2011.

## Colaboración con otros artistas
Además de escribir letras para Elton John, Taupin ha escrito la letra de las canciones para otros compositores. Entre sus éxitos más notables se encuentran "We Built This City", grabada por Starship y "These Dreams", grabada por Heart en 1988 THE RUMOR para Olivia Newthon John; ambas canciones fueron realizadas con la colaboración del músico y compositor inglés Martin Page. En 1978, fue coautor del álbum From the Inside de Alice Cooper. Taupin fue el productor del álbum American Gothic del cantautor  David Ackles lanzado a la venta en 1972, que aunque no tuvo grandes ventas la obra fue aclamada tanto por los críticos musicales de Estados Unidos, como los del Reino Unido.  El influyente crítico musical británico Derek Jewell de The Sunday Times de Reino Unido catalogó al álbum como "el Sgt. Peppers del folk". De los cuatro álbumes de Ackles, este fue el único grabado en Inglaterra en lugar de Estados Unidos. Taupin y Ackles se conocieron en Los Ángeles cuando este último fue elegido para abrir el concierto inaugural del tour de Elton John en 1970. El álbum American Gothic fue elegido por los escritores y editores del libro 1001 Albums You Must Hear Before You Die. Una de las razones específicas para ser incluido en dicha obra, fue la participación como productor de Taupin. 
En 2002, Willie Nelson y Kid Rock grabaron la canción "Last Stand in Open Country" para el álbum The Great Divide.  Esta canción fue el tema que da el título al primer álbum del grupo Farm Dogs. El álbum de Nelson incluyó dos canciones más de Taupin, "The Face" y "Mendocino County Line", esta última es un dueto con  Lee Ann Womack. Su video fue lanzado como el primer sencillo de la obra. En 2003, la canción ganó el Premio Grammy por la mejor colaboración vocal en country. En 2004, fue coautor de la canción "Uncool" para el álbum America's Sweetheart, debut musical como solista de Courtney Love. En 2005, fue coautor con Brian Wilson de la canción que dio título al álbum de What I Really Want For Christmas.  En 2006, fue ganador del Golden Globe Award a la mejor canción original por "A Love That Will Never Grow Old" incluida en la película Brokeback Mountain. La música de la canción fue compuesta por el productor y cantautor argentino Gustavo Santaolalla. En 2016, junto con Elton John, ayudaron a escribir la canción Sick Love de los Red Hot Chili Peppers. La misma, presente en el álbum de la banda llamado The Getaway, también contó con la participación de Elton en el piano.

## Discografía como intérprete

### Como solista
- Taupin en 1971.
- He Who Rides The Tiger en 1980.
- Tribe en 1987.

### Con el grupo Farm Dogs
- Last Stand in Open Country en 1996.
- Immigrant Sons en 1998.

En 1971 grabó un disco en el cual recita algunos de sus primeros poemas con un fondo de música improvisada; la música heavy del sitar fue creada por algunos miembros de la banda de Elton John, entre ellos Davey Johnstone y Caleb Quaye. El lado A se titula "Child" y contiene poemas acerca de las vivencias de su infancia en el sur del condado de Lincolnshire. El primer poema, "The Greatest Discovery", trata de su nacimiento desde la perspectiva de su hermano mayor Tony; el poema también fue musicalizado por Elton John e incluido en el segundo álbum del cantante que lleva su nombre. Tiene poemas acerca de los primeros hogares de Taupin, en Flatters y Rowston Manor, y otros acerca de las relaciones con su hermano y su abuelo. El lado B incluye una variedad de poemas no fáciles de entender, una marioneta contando su propia historia a un cazador de ratas que ha sido víctima de su presa. Si bien las letras del lado A aportan interesantes puntos de vista de la niñez de Taupin, escuchar el álbum es una experiencia tediosa; el propio autor declaró en algunas entrevistas no estar satisfecho con los resultados.
En 1980, grabó su primer álbum como cantante, He Who Rides the Tiger. A pesar de que demostró una capacidad vocal adecuada, el álbum no logró hacer mella en las listas de éxitos. En entrevistas posteriores el autor declaró que no tuvo el control creativo que le hubiese gustado tener sobre la obra. En 1987, grabó un nuevo álbum titulado Tribe. Martin Page fue coautor de las canciones. Los sencillos lanzados del álbum fueron "Citizen Jane" y "Friend of the Flag", en cuyos videos apareció Rene Russo, quien era su cuñada durante esa época. 
En 1996, Taupin formó el grupo Farm Dogs, con el que grabó dos discos que fueron un regreso al sonido de Tumbleweed Connection. Taupin escribió las letras y la música fue el resultado de una colaboración en conjunto de los miembros del grupo. En 1996, el primer álbum, Last Stand in Open Country, fue elogiado por la crítica aunque fue poco difundido. Como se mencionó anteriormente, la canción que dio nombre al disco fue grabada posteriormente por Willie Nelson y Kid Rock en el álbum The Great Divide de 2002. En 1998, Farm Dogs lanzaron su segundo álbum, Immigrant Sons, el cual no tuvo el éxito esperado a pesar del tour realizado por el grupo en pequeños clubs a través de los Estados Unidos.

## Proyectos no musicales
En 1973, Taupin recopiló las letras de sus canciones desde el álbum Goodbye Yellow Brick Road en el libro titulado Bernie Taupin: The One Who Writes the Words for Elton John. Además de las canciones de los discos, el libro contiene las letras de todos los lados B de los sencillos, diversas rarezas y la letra del disco Taupin grabado en 1970. A manera de ilustración, las canciones tienen comentarios de diversos artistas, amigos e invitados famosos como John Lennon y Joni Mitchell. A excepción de la portada, el libro está impreso en blanco y negro. 
En 1977, colaboró con el fotógrafo de rock David Nutter en It´s A Little Bit Funny añadiendo texto y ayudando a la crónica de Elton John del tour mundial del concierto Louder Than Concorde, But Not Quite as Pretty. El libro de colección fue publicado en ediciones de tapa dura y blanda por la editorial británica Penguin Books. El libro recoge la mayor parte de las aventuras personales y recuerdos que tuvieron Elton John y su banda durante un año, a bordo de su avión privado, en las playas de Barbados, las reuniones entre bastidores y algunos momentos tranquilos con amigos fuera del escenario.
En 1978, Taupin apareció en el episodio "The Hard Boys & Nancy Drew Meet Dracula" de la serie The Hardy Boys Mysteries como corista de Shaun Cassidy. En 1988, publicó una autobiografía de su niñez con el título de A Cradle of Haloes: Sketches of a Childhood. El libro fue publicado solamente en Inglaterra. La obra narra de forma fantasiosa la historia de su infancia en la zona rural de Lincolnshire durante las décadas de 1950 y 1960, finalizando la historia en 1969 cuando Taupin se sube al tren para buscar fortuna en Londres. 
En 1991, publicó su libro de poemas The Devil at High Noon. En 1994, las letras del álbum Made in England se incluyeron en el libro Elton John & Bernie Taupin: The Complete Lyrics, publicado por Hyperion. Sin embargo, no parece que Taupin estuviese íntimamente involucrado en este proyecto, pues la obra contiene varias faltas de ortografía e interpretaciones equivocadas de las letras. Tampoco se incluyen algunas de las rarezas de los lados B de los primeros sencillos. Al igual que el libro de 1973, las canciones tienen comentarios de diversos artistas a manera de ilustración, pero esta vez, las imágenes son a color.[cita requerida]
En el 2009, debutó con el programa de radio American Roots Radio with Bernie Taupin, que presenta Taupin y que se transmite vía satélite por Sirrus XM Radio, The Loft Channel. Tiene como objetivo presentar la música de las raíces de Estados Unidos.

## Vida personal
Se ha casado en diversas ocasiones. En 1971, con Maxine Feibelman, de quien se divorció en 1976.  En 1979, con Toni Lynn Russo, hermana de la actriz Rene Russo, el matrimonio terminó en 1991. El 21 de agosto de 1993, se casó cón Stephanie Haymes, la hija de los artistas Dick Haymes y Fran Jeffires, la pareja se divorció en 1998. Finalmente, en marzo de 2004, se casó con Heather Lynn Hodgins Kidd, con la que ha tenido dos hijas, Charley Indiana y Devon Georgey. 
Taupin ha logrado su sueño de convertirse en el "Brown Dirt Cowboy". Se mudó de Inglaterra al Sur de California a mediados de la década de 1970; desde la década de 1980, ha estado viviendo en un rancho al norte de Los Ángeles cerca de Santa Ynez, California. Fue copropietario —con su entonces esposa Stephanie Haymes— del restaurante Cicada, ubicado en Los Ángeles. A principios de la década de 2000, realizó una muestra de sus pinturas. Fue copropietario de un toro profesional de monta llamado Little Yellow Jacket; el animal fue campeón en tres ocasiones, en 2002, 2003 y 2004, algo sin precedentes.